# Har Chaluc
Har Chaluc (hebr. הר חלוץ; ang. Har Halutz, stosowana także Halutz; pol. Góra Pionierów) – wieś komunalna położona w Samorządzie Regionu Misgaw, w Dystrykcie Północnym, w Izraelu.

## Położenie
Har Chaluc jest położona na wysokości 734 metrów n.p.m. na południowym skraju Górnej Galilei. Leży we wschodniej części pasma górskiego Matlul Curim, który od północy wznosi się nad Doliną Bet ha-Kerem. Różnica wysokości między poziomem wioski a dnem doliny dochodzi do 400 metrów. Na wschód od wsi jest wadi strumienia Talil, za którą wznosi się szczyt góry Har Szezor (886 m n.p.m.). Na zachodzie jest góra Har Chaluc (729 m n.p.m.), natomiast na północy przebiega głębokie wadi strumienia Bet ha-Emek, za którym rozciąga się pagórkowaty płaskowyż z górami Har Kiszor (741 m n.p.m.) i Har Pelech (796 m n.p.m.). Okoliczne wzgórza są w większości zalesione. W otoczeniu wsi Har Chaluc znajdują się miasto Karmiel, miejscowości Kisra-Sumaj, Peki’in, Sadżur, Nachf i Dejr al-Asad, moszawy Peki’in Chadasza i Lappidot, oraz wsie komunalne Haraszim i Lawon.

### Podział administracyjny
Har Chaluc jest położona w Samorządzie Regionu Misgaw, w Poddystrykcie Akka, w Dystrykcie Północnym Izraela.

## Demografia
Stałymi mieszkańcami wsi są wyłącznie Żydzi. Tutejsza populacja jest mieszana: religijna i świecka:

Źródło danych: Central Bureau of Statistics.

## Historia
Osada została założona w 1985 roku w ramach rządowego projektu Perspektywy Galilei, którego celem było wzmocnienie pozycji demograficznej społeczności żydowskiej na północy kraju. Założycielami wioski była grupa wyznawców judaizmu reformowanego ze Stanów Zjednoczonych. Dołączyli do nich rodzimi Izraelczycy. Istnieją plany rozbudowy wsi.

## Edukacja
Wieś utrzymuje przedszkole. Starsze dzieci są dowożone do szkoły podstawowej we wsi Gilon.

## Kultura i sport
We wsi jest ośrodek kultury z biblioteką. Z obiektów sportowych jest basen pływacki, boisko do koszykówki oraz siłownia.

## Infrastruktura
We wsi jest przychodnia zdrowia, synagoga, sklep wielobranżowy oraz warsztat mechaniczny.

## Gospodarka
Większość mieszkańców dojeżdża do pracy poza wsią. Coraz większą rolę odgrywa obsługa ruchu turystycznego.

## Transport
Ze wsi wyjeżdża się lokalną drogą na zachód, którą dojeżdża się do drogi nr 854 przy wiosce Lawon. Jadąc nią na południowy wschód dojeżdża się do miejscowości Nachf i skrzyżowania z drogą ekspresową nr 85, lub jadąc na północny zachód do skrzyżowania z drogą nr 8544 (prowadzi na zachód do kibucu Kiszor) i dalej do moszawu Lappidot.